# Keraudrenia katatona
Keraudrenia katatona är en malvaväxtart som beskrevs av C.F. Wilkins. Keraudrenia katatona ingår i släktet Keraudrenia och familjen malvaväxter. Inga underarter finns listade i Catalogue of Life.